# Fernanda Torres
Fernanda Pinheiro Monteiro Torres, coneguda simplement com a Fernanda Torres   (Rio de Janeiro, 15 de setembre de 1965), és una actriu, presentadora, escriptora i guionista brasilera. És la filla gran del matrimoni format pels actors Fernando Torres i Fernanda Montenegro. Té una extensa carrera i ha sigut guardonada amb nombrosos premis, on destaca el premi a la millor interpretació femenina del Festival de Cannes de 1986.

## Carrera artística

### Debut al teatre i primeres passes a la TV
Als 13 anys, Fernanda Torres (el nom es troba també abreujat com Nanda), va entrar a O Tablado, una reputada escola d'art dramàtic de Rio de Janeiro. La seva estrena als teatres va tenir lloc l'any 1978, amb l'obra de Maria Clara Machado Um Tango Argentino. El 1979, va debutar a la televisió, dins del programa Nossa cidade, dirigit per Sérgio Britto. Aquell mateix any va actuar per primer cop en una sèrie de televisió, apareixent a un capítol de Aplauso, de la TV Globo, sota la direcció de Domingos Oliveira.
Amb 15 anys va arribar la seva primera aparició en una telenovel·la, interpretant el personatge de Fauna Rosa França durant trenta episodis de la sèrie Baila comigo, de Manoel Carlos. També aquell 1981, interpretà a Marília Ribeiro a la novela Brilhante, a les ordres de Gilberto Braga. L'any 1983 va fer el paper de Daisy Cantomaia a Eu prometo, dirigida per Janete Clair. El seu primer paper protagonista va arribar el 1986, quan de nou Janete Clair va comptar amb ella per donar vida a Simone Marques al remake de Selva de Pedra.
Seguint la dècada dels 80, va tenir papers a la minisèrie Parabéns pra você, al programa Caso Especial dedicat a l'obra d'Oscar Wilde El fantasma de Canterville i també va aparèixer amb l'actor Paulo Guarnieri al musical Concertos para a juventude, programa que va rebre el reconeixement de la Unesco com a model per a la divulgació de la música clàssica.

### Estrena al cinema
Al mateix temps que Fernanda Torres començava la seva carrera a la televisió brasilera, també va arribar la seva oportunitat al món del cinema. Va ser amb disset anys, l'any 83, quan va obtenir un paper a la pel·lícula Inocência, basada en l'obra homònima del vescomte Alfredo Taunay i dirigida per Walter Lima Jr. L'any 1985 va actuar al film A marvada carne, una actuació que li va valdre el primer premi de la seva carrera, al Festival de Gramado.
De la vintena llarga de pel·lícules en les que ha actuat, en destaquen Eu sei que vou te amar, d'Arnaldo Jabor (1986), amb la que es va endur ex aequo el premi a la millor actriu al 39è Festival de Cannes; Com licença, eu vou à luta (1986), que també va ser guardonada a Nantes; One man's war (1991), on va compartir pantalla amb Sir Anthony Hopkins i O que é isso, companheiro? (1997), que va estar nominada als Oscar de 1998 en la categoria de millor pel·lícula estrangera.
Fernanda s'ha posat a les ordres del seu marit, el director Andrucha Waddington, en dues ocasions: a Gêmeas (1999) i a Casa de Areia (2005). En ambdues hi actua la mare de Torres, Fernanda Montenegro. També va participar junt al seu germà, Cláudio Torres, dels guions de Diabólica (1997) i Redentor (2004).

### Incursions al teatre
Al teatre, Fernanda ha actuat en una dotzena de peces de teatre. Van destacar: Orlando, de Bia Lessa (1989); 5 x comédia, d'Hamilton Vaz Pereira (1994); Da gaivota, de Daniela Thomas (1998) i Duas mulheres e um cadáver, d'Ardebal Freire Filho (2000).
Va ser primera actriu de la companyia Ópera seca, fundada per Gerald Thomas i va actuar en tres obres. La més important va ser l'adaptació de l'obra del mateix Thomas, The flash and crash days (1991), on Fernanda Montenegro també hi apareix i que es va representar en una gira per diversos països.

### Humor a televisió (anys 90)
Exceptuant la minisèrie Luna Caliente (1999) dirigida per Jorge Furtado, la resta d'aparicions de Torres a televisió durant la dècada dels noranta van explotar la seva vis còmica. Com a mostra, les seves actuacions a Terça nobre (1994) o a A comédia da vida privada (1995-97). Així mateix, va intervenir al programa Vida ao vivo Show.

#### Os normais(2001-03)
Entre 2001 i 2003 va ser la protagonista femenina de la sèrie Os normais, que mostrava amb un registre humorístic innovador el dia a dia de la parella formada pels personatges principals, Vani i Rui (interpretat per Luiz Fernando Guimarães). Sota la direcció de José Alvarenga Jr. i amb guió d'Alexandre Machado i Fernanda Young, el programa va esdevenir una sèrie de culte i va tenir dues adaptacions cinematogràfiques: Os normais - O filme (2003) i Os normais 2 – A noite mais maluca de todas (2009).

### Segle XXI

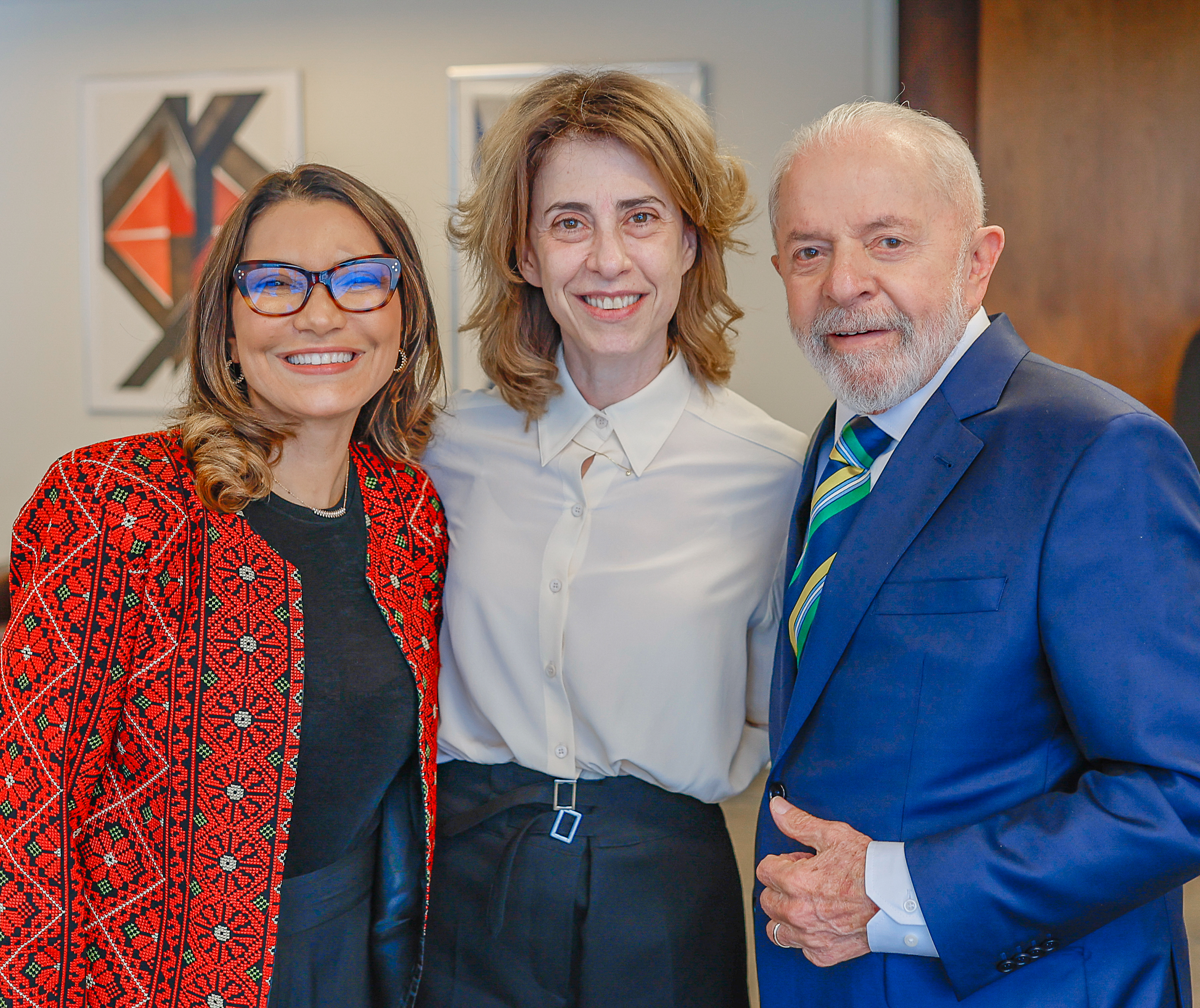
Amb el President de la República, Lula da Silva, i la Primera Dama, Janja, 2024.

Entre 2003 i 2008 va protagonitzar el monòleg A casa dos budas ditosos, escrita per João Ubaldo Ribeiro i dirigida per Domingos Oliveira. Va rebre dos guardons per aquest paper: els premis Qualidade Brasil i Shell.
L'any 2008 va aparèixer, junt a Evandro Mesquita, en la secció Sexo Oposto dins del magazín dominical Fantástico. Entre 2011 i 2015 va protagonitzar la sèrie Tapas e beijos i el 2018 va formar part de la sèrie Sob Pressão, interpretant la Renata. L'any 2019 va tenir un paper a Filhos da Pátria i el 2020 a Diário de um confinado.
Va interpretar Eunice Paiva, una advocada que va lluitar contra la Dictadura militar brasilera, a Ainda Estou Aqui. El film va tenir una gran repercussió internacional, i Torres va ser nominada als Globus d'Or, els Satellite, els Critic's Choice o els Oscar, a més de l'APCA al Brasil.

## Carrera d'escriptora
A més del seu treball com a guionista, des de 2007 na Fernanda Torres ha sigut columnista i col·laboradora de diferents revistes brasileres, com Veja, Piauí o Folha. Fruit d'aquest treball, l'any 2014 va publicar un recull d'articles al lilbre Sete anos.
D'altra banda, també ha publicat dues novel·les. Fim (2013) narra la història de cinc amics de mitjana edat a la ciutat de Rio, mentre que A glória e seu cortejo de horrores (2017) ens presenta al protagonista Mário Cardoso, un actor en hores baixes, de qui repassa amb humor la seva vida personal i professional, circumscrivint-la a la història recent del Brasil.

## Vida personal
L'actriu s'ha casat en tres ocasions. Amb només 17 anys es va casar amb l'actor Pedro Bial, de qui es va divorciar el 1985. El seu segon matrimoni (1991 - 1995) va ser amb el director i autor teatral nord-americà Gerald Thomas, amb qui havia treballat a la Companhia Ópera Seca. En darrer lloc, l'any 1998 va contraure matrimoni amb el director de cinema Andrucha Waddington; malgrat es van separar el 2009, van reprendre la relació el 2010.
Nanda i Waddington han tingut dos fills: Joaquim (2000) i Antônio (2008).

## Filmografia

### Televisió
| Any     | Títol                      | Personatge / Funcions        |
| ------- | -------------------------- | ---------------------------- |
| 1979    | Aplauso                    | Soraia                       |
| 1981    | Baila Comigo               | Fauna Rosa França            |
| 1981    | Brilhante                  | Marília Newman Carvalho      |
| 1982    | Concertos para a Juventude | presentadora                 |
| 1983    | Parabéns pra Você          | Irene                        |
| 1983    | Vídeo Show                 | presentadora especial        |
| 1983    | Caso Especial              | Clara                        |
| 1983    | Caso Especial              | Maria Alice                  |
| 1983    | Eu Prometo                 | Dayse Ribeiro Cantomaia      |
| 1986    | Selva de Pedra             | Simone Marques / Rosana Reis |
| 1994    | Terça Nobre                | Diana                        |
| 1994    | Terça Nobre                | Dorinha                      |
| 1994    | Terça Nobre                | Lúcia McCartney              |
| 1995–97 | A Comédia da Vida Privada  | diversos personatges         |
| 1998–99 | Vida ao Vivo Show          | diversos personatges         |
| 1999    | Luna Caliente              | Dora                         |
| 2001    | As Filhas da Mãe           | Lulu de Luxemburgo (jove)    |
| 2001–03 | Os Normais                 | Vanilce "Vani" Alencar       |
| 2002    | Brava Gente                | Jaci                         |
| 2004    | Um Só Coração              | Fernanda Montenegro (jove)   |
| 2004    | Sitcom.br                  | Nana                         |
| 2006    | Os Amadores                | Alice                        |
| 2008    | Sexo Oposto                | diversos personatges         |
| 2009    | Bicho Homem                | diversos personatges         |
| 2010    | Programa Piloto            | Renata                       |
| 2010    | As Cariocas                | Cris                         |
| 2010    | Amoral da História         | diversos personatges         |
| 2011–15 | Tapas & Beijos             | Fátima de Souza              |
| 2016    | Mister Brau                | Bárbara                      |
| 2016–17 | Minha Estupidez            | presentadora                 |
| 2017–19 | Filhos da Pátria           | Maria Teresa Bulhosa         |
| 2018    | Sob Pressão                | Dra. Renata Gomes            |
| 2019    | Mulheres Fantásticas       | narradora                    |
| 2020    | Todas as Mulheres do Mundo | Estela                       |
| 2020    | Diário de Um Confinado     | Leonor                       |
| 2020    | Amor e Sorte               | Lúcia                        |
| 2020    | Gilda, Lúcia e o Bode      | Lúcia                        |
| 2023    | Fim                        | Celeste                      |
| 2024    | Um Beijo do Gordo          | ella mateixa                 |

### Cinema

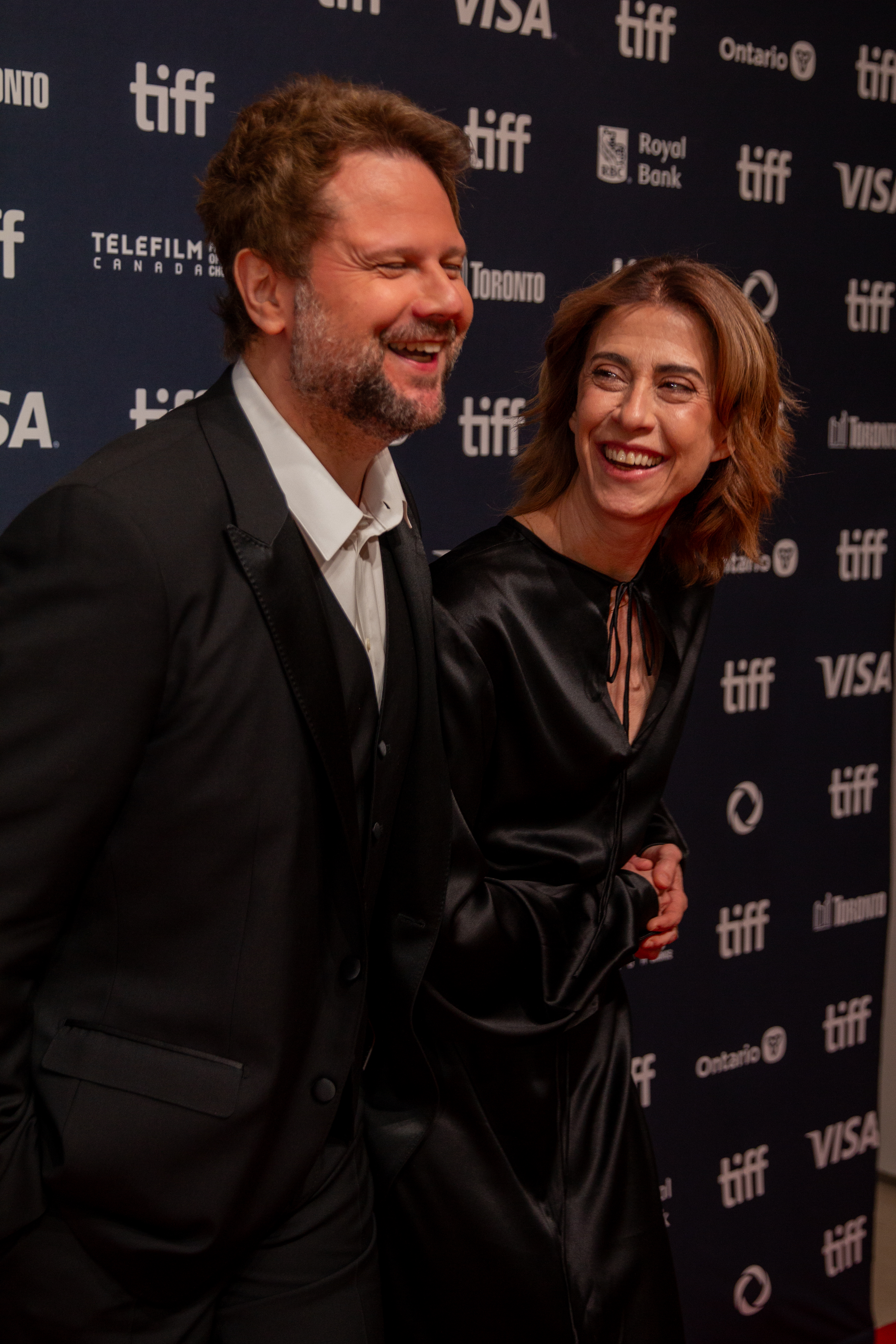
Amb Selton Mello, al Festival Internacional de Cinema de Toronto, 2024.

| Any  | Títol                                                   | Personatge                    |
| ---- | ------------------------------------------------------- | ----------------------------- |
| 1983 | Inocência                                               | Inocência                     |
| 1984 | Amenic - Entre o Discurso e a Prática                   |                               |
| 1985 | A Marvada Carne                                         | Carula                        |
| 1985 | Madame Cartô                                            | Voz                           |
| 1985 | Sonho Sem Fim                                           | Cigana                        |
| 1986 | Eu Sei que Vou Te Amar                                  | Ela                           |
| 1986 | Com Licença, Eu Vou à Luta                              | Eliane                        |
| 1988 | A Mulher do Próximo                                     | Isabel                        |
| 1988 | Fogo e Paixão                                           | Mulher da Maçã                |
| 1989 | Kuarup                                                  | Francisca                     |
| 1990 | Beijo 2348/72                                           | Claudete                      |
| 1991 | One Man's War                                           | Dolly                         |
| 1993 | Capitalismo Selvagem                                    | Elisa Medeiros                |
| 1996 | O Judeu                                                 | Brites Cardoso                |
| 1996 | Terra Estrangeira                                       | Alex                          |
| 1997 | Miramar                                                 | A Produtora                   |
| 1997 | O Que É Isso, Companheiro?                              | Maria Augusta Carneiro        |
| 1998 | O Primeiro Dia                                          | Maria                         |
| 1998 | Traição                                                 | Irene                         |
| 1999 | Gêmeas                                                  | Iara                          |
| 1999 | Gêmeas                                                  | Marilena                      |
| 2003 | Os Normais - O Filme                                    | Vani                          |
| 2004 | Redentor                                                | Isaura (jove)                 |
| 2005 | Casa de Areia                                           | Áurea / Maria                 |
| 2007 | Saneamento Básico, o Filme                              | Marina Marghera de Figueiredo |
| 2007 | Jogo de Cena                                            | ella mateixa                  |
| 2009 | A Mulher Invisível                                      | Lúcia                         |
| 2009 | Os Normais 2 - A Noite Mais Maluca de Todas             | Vani                          |
| 2019 | Lina Bo Bardi – A Marvelous Entanglement                | Lina Bo Bardi (jove)          |
| 2019 | Babenco - Alguém Tem que Ouvir o Coração e Dizer: Parou | ella mateixa                  |
| 2020 | Os 8 Magníficos                                         | ella mateixa                  |
| 2024 | Ainda Estou Aqui                                        | Eunice Paiva                  |

### Teatre
| Any       | Títol                        | Personatge           |
| --------- | ---------------------------- | -------------------- |
| 1978      | Um Tango Argentino           |                      |
| 1980      | O Mito de Aukê               |                      |
| 1981      | Pequenos Burgueses           |                      |
| 1983–85   | Rei Lear                     | Cordélia             |
| 1989      | Orlando: A Biography         | Orlando              |
| 1991      | The Flash and Crash Days     |                      |
| 1993      | O Império das Meias Verdades | Porco                |
| 1995      | Dom Juan                     |                      |
| 1996–98   | 5x Comédia                   | diversos personatges |
| 1998      | Da Gaivota                   | Nina                 |
| 2000–01   | Duas Mulheres e um Cadáver   | Ana                  |
| 2003–act. | A Casa dos Budas Ditosos     | Libertina            |
| 2009      | Deus é Química               |                      |